# Crisis in Ivoorkust 2010-2011

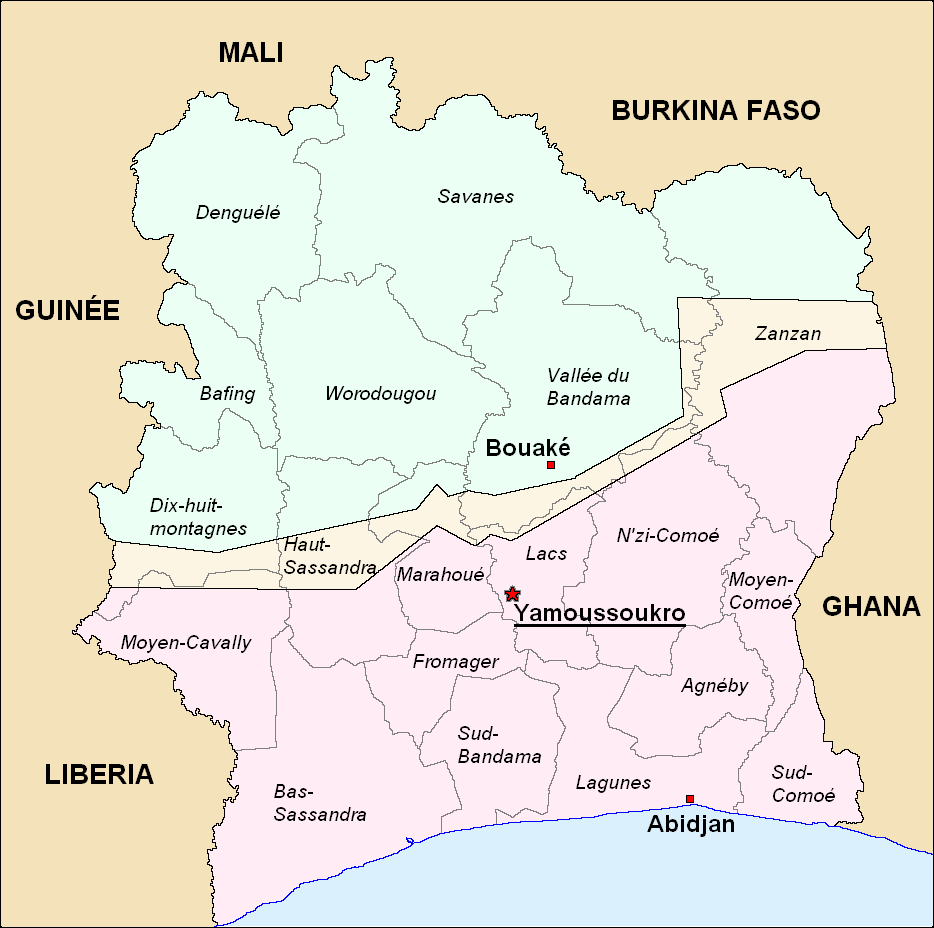
Ivoorkust werd na de Ivoriaanse burgeroorlog in 2002 opgedeeld in een noordelijk en een zuidelijk deel, gescheiden door een bufferzone

De crisis in Ivoorkust is een conflict in de Afrikaanse staat Ivoorkust dat begon na de presidentsverkiezingen van 28 november 2010. De overwinning bij deze verkiezingen werd opgeëist door zowel de zittende president Laurent Gbagbo als door zijn rivaal Alassane Ouattara. Ondanks internationale erkenning van Ouattara's zege, weigerde Gbagbo op te stappen, hetgeen in 2011 uitmondde in een gewelddadig conflict.
De arrestatie van Gbagbo op 11 april 2011 door zijn tegenstanders is een belangrijke ontwikkeling in het conflict, maar onbekend is nog of het geweld onder Ouattara's presidentschap zal aanhouden.

## Verkiezingen
Ivoorkust is sinds de burgeroorlog die van 2002 tot 2007 speelde verdeeld in een noordelijk deel, dat onder controle van de rebellen staat, en een zuidelijk deel, dat in handen is van regeringstroepen. 
De eerste ronde van de presidentsverkiezingen, die oorspronkelijk voor 2005 gepland stonden maar herhaaldelijk werden uitgesteld, vond plaats op 31 oktober 2010 en werd met 38% van de stemmen gewonnen door Laurent Gbagbo, die Ivoorkust sinds de presidentsverkiezingen van 2000 leidde en vooral in het zuiden van Ivoorkust populariteit genoot. Zijn tegenstrever was de voormalige econoom en premier Alassane Ouattara, die zijn machtsbasis in het noorden had. Voormalig president Henri Konan Bédié eindigde als derde met 25% van de stemmen en besloot zich met Ouattara te verenigen in de strijd met Gbagbo.
Op 28 november 2010 vond de tweede ronde plaats. Pas op 2 december kwam de Ivoriaanse Verkiezingscommissie met een voorlopig resultaat: Ouattara zou 54% van de stemmen gekregen hebben, met een opkomst van 81%. Het Grondwettelijk Hof verklaarde deze uitslag ongeldig omdat de resultaten niet binnen de gestelde termijn bekend waren gemaakt en omdat sprake zou zijn geweest van verkiezingsfraude. Een dag later kwam het Hof met een nieuwe uitslag: Gbagbo had 51,45% van de stemmen gekregen en werd tot winnaar uitgeroepen. Het opkomstcijfer werd vastgesteld op 71%, nadat de stemmen uit kiesdistricten ongeldig waren verklaard. Gbagbo legde een dag later voor het Grondwettelijk Hof de presidentiële eed af, waarna Ouattara in een brief aan het Hof eveneens de eed aflegde.

## Strijd

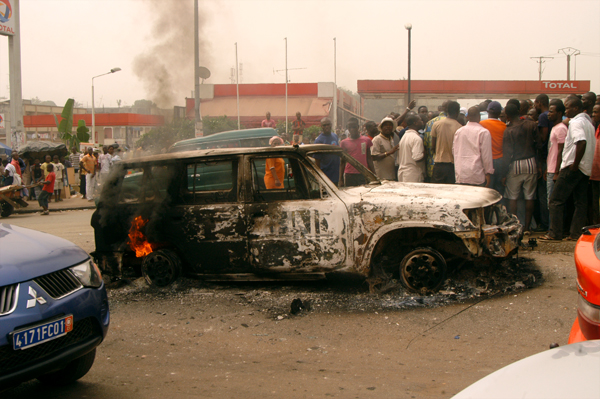
Een uitgebrande auto in Abidjan in januari 2011

Ondanks protesten van de internationale gemeenschap bleef Gbagbo aan als president. Ouattara verbleef in een door de Verenigde Naties bewaakt hotel in de zuidelijke havenstad Abidjan. De maanden na de verkiezingen werden gekenmerkt door mislukte onderhandelingen en toenemend geweld tussen aanhangers van de beide kampen. Veel Ivorianen sloegen op de vlucht, met name vanuit Abidjan.
Vanuit het noorden van het land vochten aan Ouattara's zijde de Nieuwe Krachten van Ivoorkust (FN), die bij de Ivoriaanse burgeroorlog (2002-2007) het bestuur van het noorden van het land hadden overgenomen. In maart 2011 richtte Ouattara de Republikeinse Krachten van Ivoorkust (FRCI) op, die hoofdzakelijk bestonden uit voormalige leden van de Forces Nouvelles en het Ivoriaanse leger zouden moeten vervangen. Gbagbo werd gesteund door loyale soldaten van het Ivoriaanse leger (FDS) en door de jeugdorganisatie Jeunes Patriotes (COJEP).
De Republikeinse Krachten begon eind maart 2011 met een grootschalig offensief en veroverde vanuit het noorden in korte tijd grote delen van Ivoorkust. De VN-Veiligheidsraad riep in resolutie 1975 op tot beëindiging van het geweld en erkenning van Ouattara, maar de gevechten gingen door. Vanaf 31 maart was Abidjan het strijdtoneel. Hoewel Gbagbo steeds verder in het nauw gedreven werd, weigerde hij zijn presidentschap af te staan en zich over te geven.
Op 11 april werd Gbagbo's residentie in Abidjan door troepen van Ouattara, geholpen door Franse strijdkrachten, bestormd en werd Gbagbo gearresteerd, evenals zijn vrouw, zijn zoon en enkele tientallen leden van zijn gevolg.
Op 30 november 2011 is Gbagbo uitgeleverd aan het Internationaal Strafhof, dat kort daarvoor een arrestatiebevel tegen hem uitgevaardigd had. De aanklager van dit hof beschuldigde hem van vier categorieën misdaden tegen de menselijkheid, namelijk moord, verkrachting, vervolging en andere inhumane daden.